# Čakanovce (district de Lučenec)
Pour les articles homonymes, voir Čakanovce.
Čakanovce (hongrois : Csákányháza) est un village de Slovaquie situé dans la région de Banská Bystrica.

## Histoire
La première mention écrite du village date de 1439.
La localité fut annexée par la Hongrie après le premier arbitrage de Vienne le 2 novembre 1938. En 1938, on comptait 1 323 habitants. Elle faisait partie du district de Lučenec (hongrois : Losonci járás). Le nom de la localité avant la Seconde Guerre mondiale était Čakanovce/Csákányháza. Durant la période 1938 - 1945, le nom hongrois Csákányháza était d'usage. À la libération, la commune a été réintégrée dans la Tchécoslovaquie reconstituée.

## Démographie

### Évolution de la population
| Année:               | 1994. | 2004.   | 2014.    | 2024.   |
| -------------------- | ----- | ------- | -------- | ------- |
| Nombre de personnes: | 913   | 957     | 1153     | 1143    |
| Différence:          |       | +4,81 % | +20,48 % | -0,86 % |

| Année:               | 2023. | 2024.  |
| -------------------- | ----- | ------ |
| Nombre de personnes: | 1125  | 1143   |
| Différence:          |       | +1,6 % |